# Oxalis trilliifolia
Oxalis trilliifolia är en harsyreväxtart som beskrevs av William Jackson Hooker. Oxalis trilliifolia ingår i släktet oxalisar, och familjen harsyreväxter. Inga underarter finns listade i Catalogue of Life.